# Haft kurpiowski Puszczy Białej

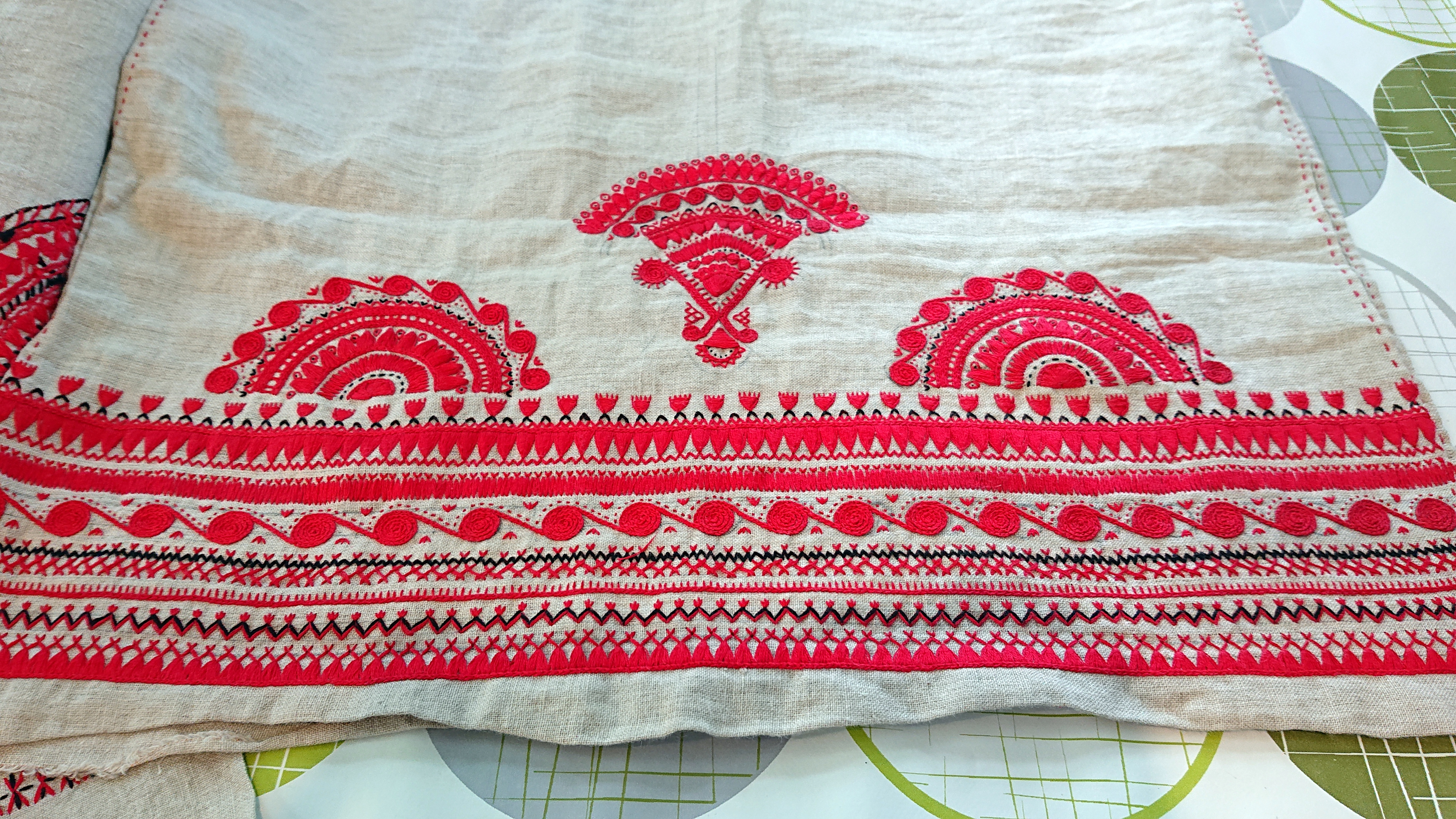
Haft kurpiowski z Puszczy Białej, praca wykonana na warsztatach w ramach projektu „Zielko” realizowanego przez Stowarzyszenie „Puszcza Biała – Moja Mała Ojczyzna” w Kuźni Kurpiowskiej w Pniewie

Haft kurpiowski Puszczy Białej – rodzaj haftu charakterystyczny dla regionu Kurpi Białych w Polsce.

## Charakterystyka
W Puszczy Białej upowszechnił się haft biały na bawełnianym tiulu zdobiący czepki. Białą nicią nanoszono zgeometryzowane i podporządkowane strukturze materiału wzory (szlaczki, listki i gwiazdki). Haftowano gwiazdy sześcioramienne i gałązki jodłowe. Stosowano linię prostą, łamaną i falistą.
Haft kolorowy na białym lub szarym płótnie wykonywano czerwoną i czarną muliną – stanowił zdobienie koszul (mankiety, przyramki, kołnierze). Haftowano z wykorzystaniem stębnówki, ściegu dziurkowanego, zygzakowego i łańcuszkowego, jodełki, śnurecka, łańcuszka i ściegu atłaskowego. Wśród motywów można wskazać zielka, półkola, łapki, pieski i kuloski.
Haft na koszulach grupy pułtuskiej był biały (na koszulach ślubnych), mieszany (na kołnierzu biały, a na mankietach czerwony) albo – najczęściej – czerwony podkreślony czarną nicią. Nanoszono go na kołnierz, mankiet i linię łączącą rękaw z przyramkiem (w koszulach z grupy pułtuskiej linia ta opadała na ramiona).

## Historia
W 2021 w Muzeum Regionalnym w Pułtusku zaprezentowano wystawę „Haft Puszczy Białej” przygotowaną we współpracy ze Stowarzyszeniem „Puszcza Biała – Moja Mała Ojczyzna” oraz Zespołem Szkół im. Bolesława Prusa w Pułtusku. Wystawa była później pokazywana m.in. w Wyszkowie. W 2022 w Muzeum Kultury Kurpiowskiej w Ostrołęce zorganizowano wystawę „Hafciarka ręczna” poświęconą twórczyniom z Puszczy Białej.
W dniu 17 maja 2022 hafciarstwo kurpiowskie z Puszczy Białej zostało wpisane na krajową listę dziedzictwa niematerialnego.

## Galeria

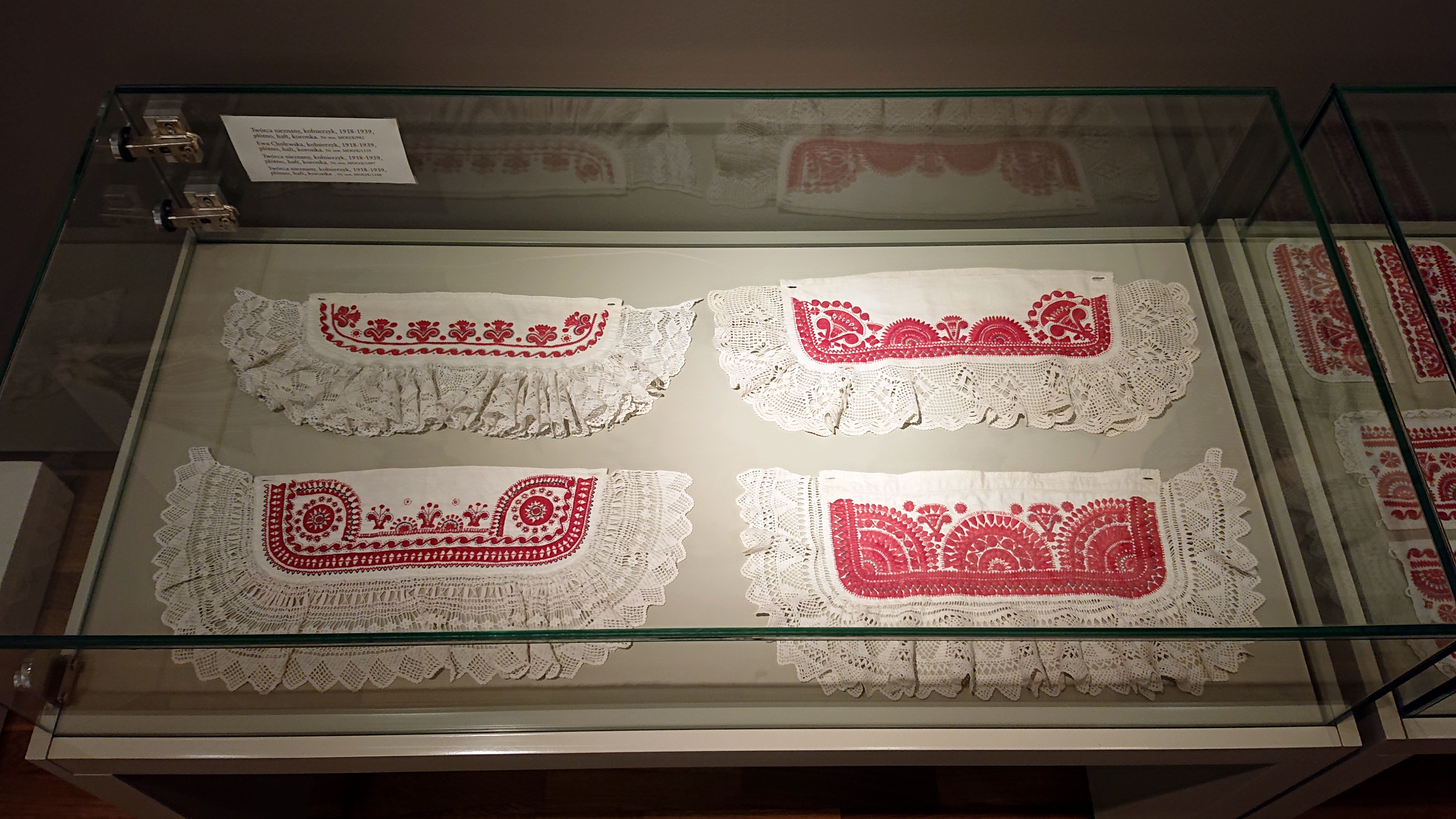
Fragment ekspozycji na wystawie „Hafciarka ręczna”, Muzeum Kultury Kurpiowskiej w Ostrołęce
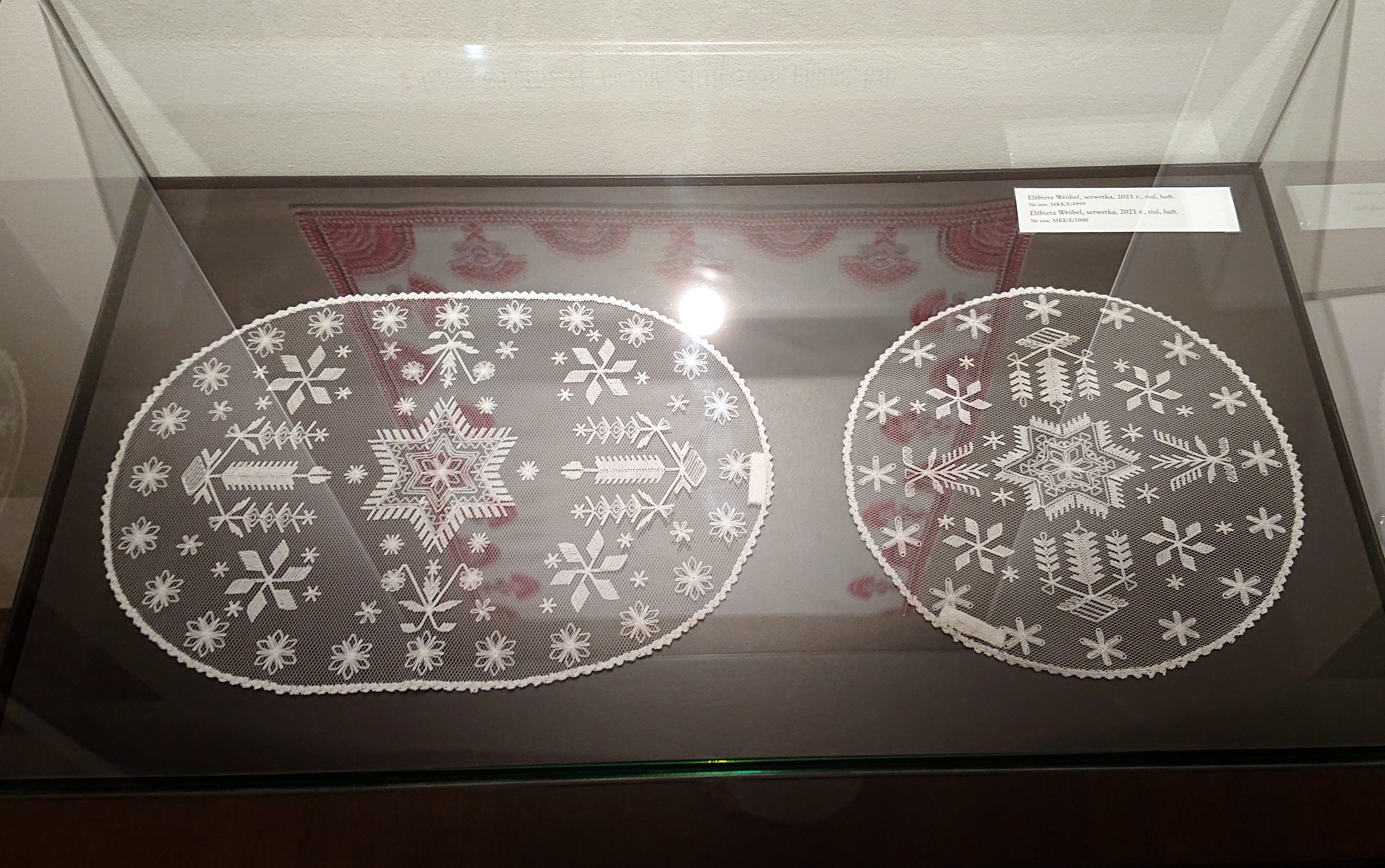
Haft na tiulu, fragment ekspozycji na wystawie „Hafciarka ręczna”, Muzeum Kultury Kurpiowskiej w Ostrołęce
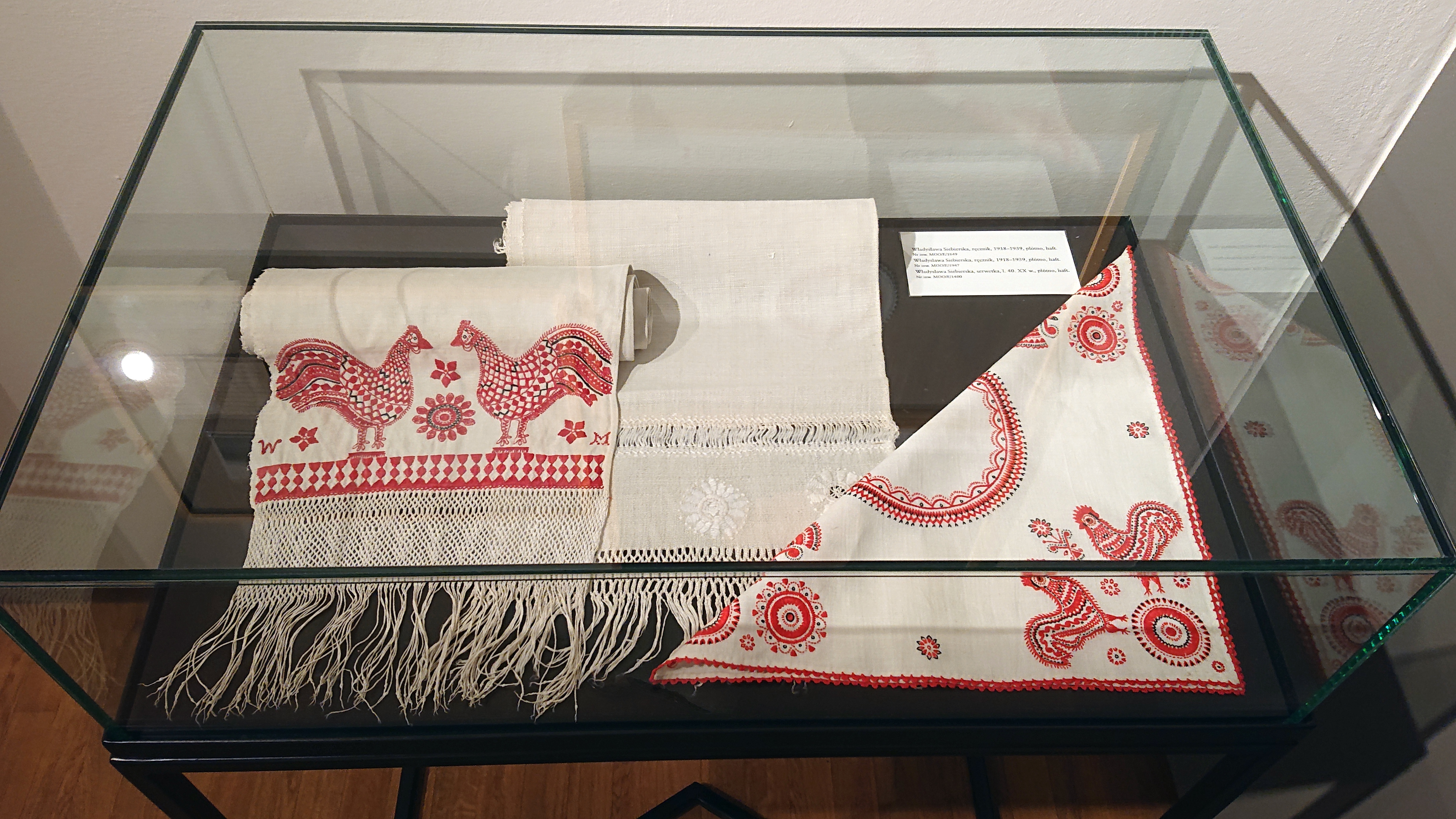
Fragment ekspozycji na wystawie „Hafciarka ręczna”, Muzeum Kultury Kurpiowskiej w Ostrołęce
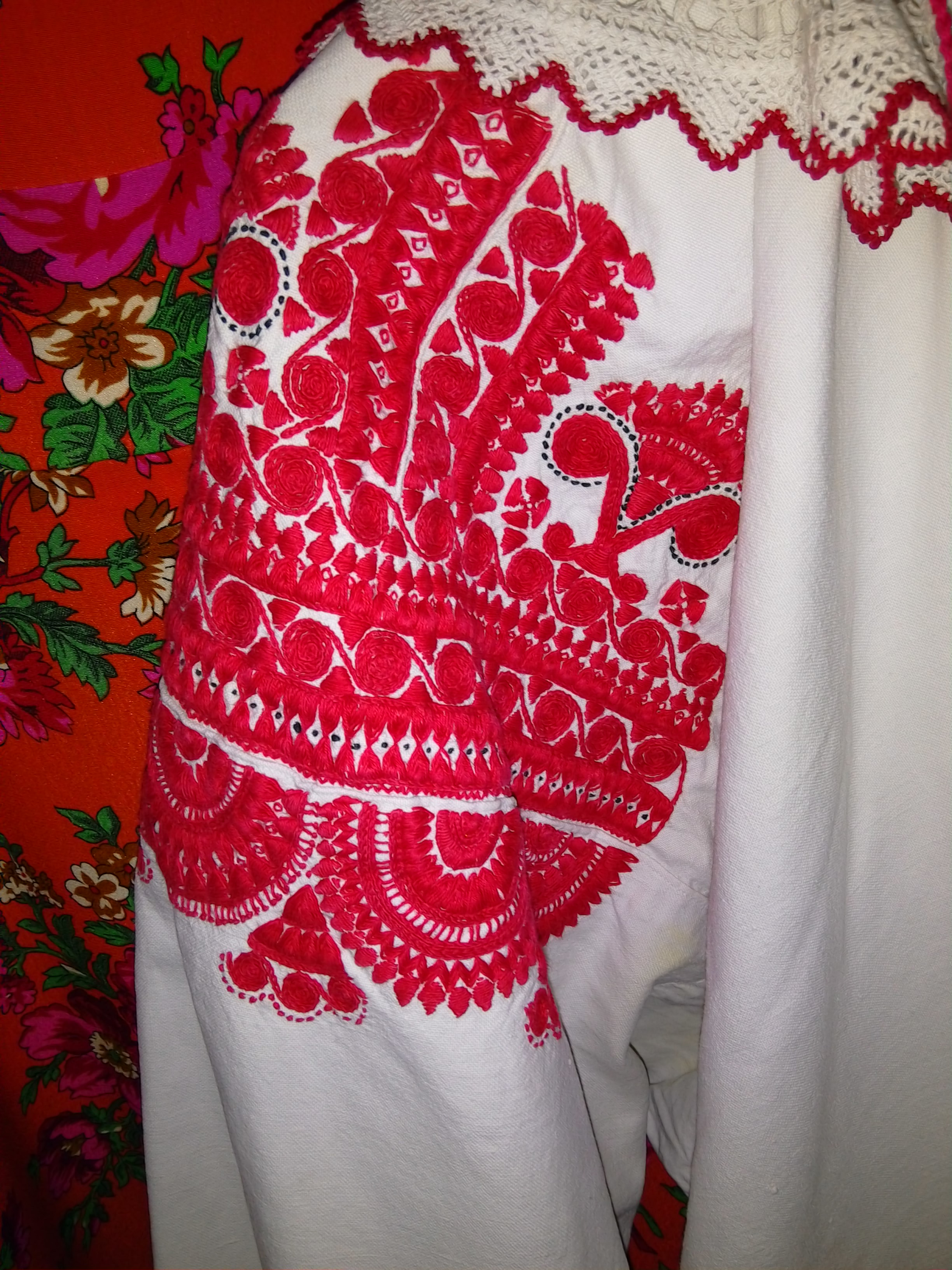
Koszula pokryta czerwonym haftem białokurpiowskim, Kuźnia Kurpiowska w Pniewie
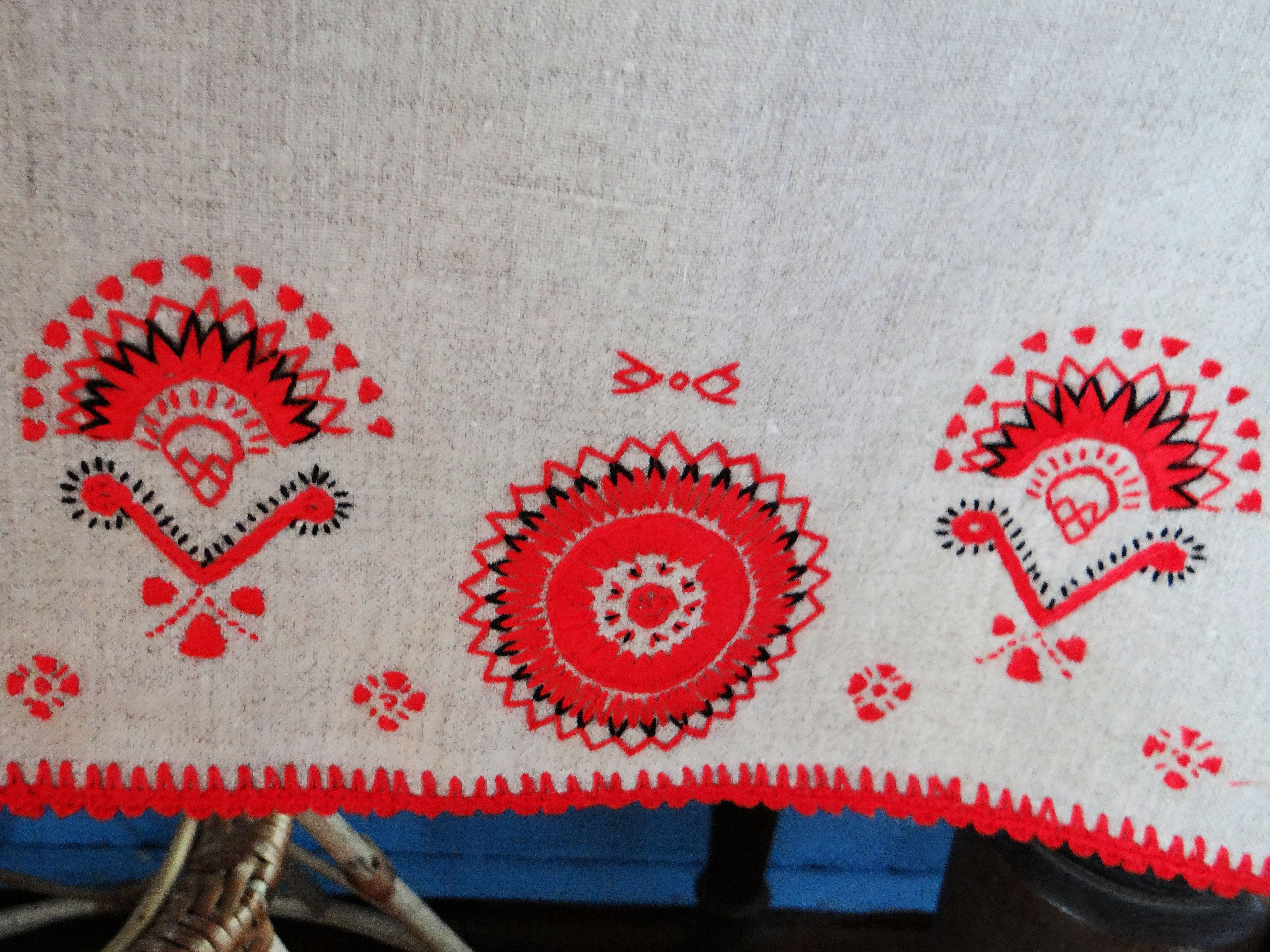
Motywy charakterystyczne dla haftu kurpiowskiego Puszczy Białej – kółko flankowane przez dwa zielka
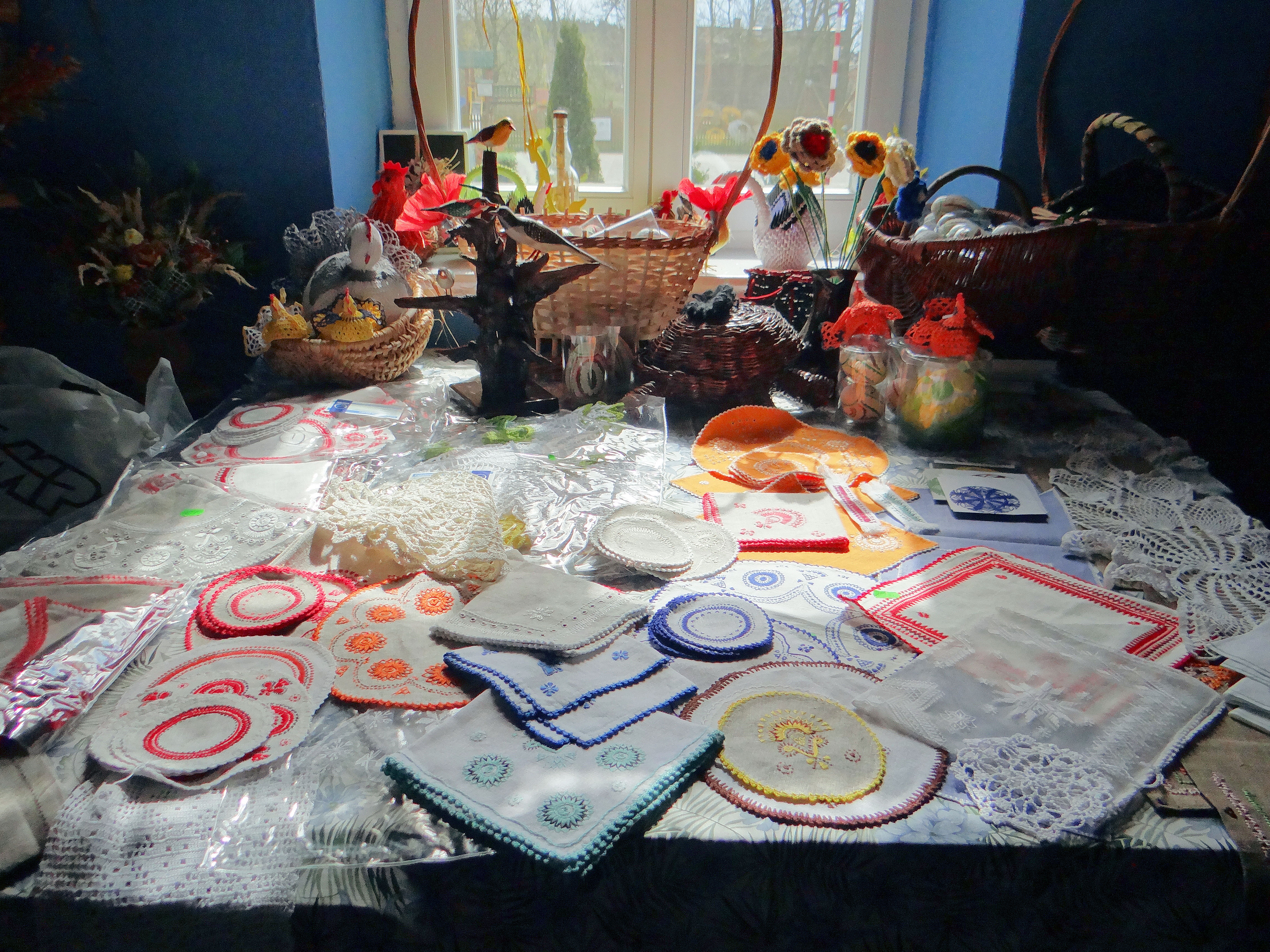
Fragment ekspozycji w Kuźni Kurpiowskiej w Pniewie – hafty na serwetkach